# Theta Aquilae
Theta Aquilae (θ Aql, Antinous) – gwiazda w gwiazdozbiorze Orła. Jest odległa od Słońca o około 286 lat świetlnych.

## Nazwa
Gwiazda ta ma nazwę własną Antinous, wywodzącą się od historycznego gwiazdozbioru nazwanego na cześć faworyta rzymskiego cesarza Hadriana. Dla starożytnych Arabów wraz z Delta Aquilae i Eta Aquilae tworzyła „wagę” (‏ألميزان‎, Al Mizān). Z kolei w Chinach gwiazda ta nosiła nazwę chiń. 天桴; pinyin tiānfú, co oznacza „niebiańską tratwę”.

## Charakterystyka
Jest to gwiazda spektroskopowo podwójna, zaliczona do typu widmowego B9,5; została sklasyfikowana jako olbrzym, ale w rzeczywistości jej składniki to podolbrzym i gwiazda ciągu głównego. Mają one temperatury około 10 800 K, znacznie wyższe od temperatury fotosfery Słońca i jasności odpowiednio 370 i 90 razy większe niż jasność Słońca. Mają promienie 5,5 i 2,7 raza większe niż promień Słońca. Ich masy to odpowiednio 3,7 i 2,8 masy Słońca. Ich wiek to około 200 milionów lat.
Składniki Theta Aquilae dzieli odległość kątowa zaledwie 0,004″, okrążają one wspólny środek masy co 17,123 doby. Mają obserwowaną wielkość gwiazdową odpowiednio 3,47 i 5,00m. W przestrzeni dzieli je średnio 0,24 au (ze względu na ekscentryczność orbit odległość zmienia się od 0,10 do 0,39 au). Orbity są nachylone pod kątem 36° do sfery niebieskiej. Tej parze towarzyszy także oddalona o 115,8″ gwiazda o wielkości gwiazdowej 13m. Jeżeli ten składnik jest związany fizycznie z centralną parą, to jest pomarańczową gwiazdą typu widmowego K, oddaloną od Theta Aquilae o 10 tysięcy au, która okrąża ją w czasie ponad 300 tysięcy lat; bardziej prawdopodobne jest jednak, że sąsiedztwo jest tylko przypadkowe.
Gwiazdy otacza mgławica refleksyjna; jeśli faktycznie jest związana z tym układem gwiezdnym, to ma około 5 lat świetlnych średnicy.